# Yamna Lobos
Yamna Carolina Lobos Astorga (Santiago del Cile, 26 febbraio 1983) è una ballerina, conduttrice televisiva ed attrice cilena.
Ha ottenuto una certa popolarità in patria nel 2002, dopo aver preso parte al talent show Rojo Fama Contrafama, trasmesso da TVN, dove si è classificata al terzo posto della prima edizione, unica donna fra i finalisti, ed ottenendo la possibilità di entrare a far parte del cast regolare dello show, chiamato "Clan Rojo", con cui rimane sino al 2005. Nel 2006 tuttavia prende parte al film cinematografico Rojo, la pelicula.
Nel mese di aprile 2008, firma un contratto con la rete televisiva Chilevisión, grazie al quale recita in alcune serie televisive prodotte dalla rete, cioè Teatro en CHV (2008/2009), Sin Vergüenza (2008/2010) e Yingo (2008/2010). Dal 2010 recita nel ruolo di Virginia Santa Cruz nella serie televisiva Don Diablo.